# St. Martini (Nordhausen)

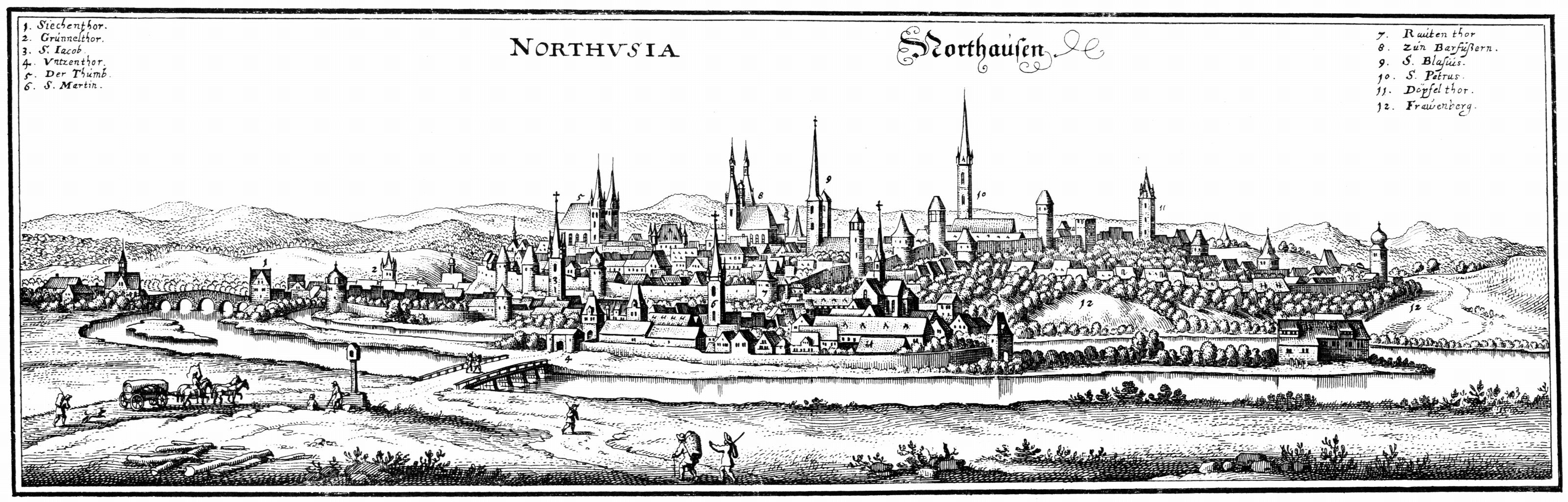
Nordhausen um 1640 (Merian). St. Martini mit Ziffer 6 im Turm

Die Hospitalkirche St. Martini in Nordhausen im Landkreis Nordhausen unterhalb der Frauenbergkirche wurde 1390 dem heiligen Martin geweiht. Sie stand südwestlich vor dem Rautentor zwischen der Altstadtmauer und der Zorge. 1808 musste der baufällige Turm abgebrochen werden, und 1835 folgte der Abbruch der Kirche. Bis 1945 waren noch Überreste der Grundmauern der Kirche zu sehen.

## Geschichte
Am 5. November 1389 wurde das Hospital St. Martini für Aussätzige unter dem Schutz des Frauenbergklosters von Johannes Segemund gegründet. Er war bereits 1355 Ratsherr und 1372 Ratsmeister in Nordhausen gewesen und sorgte zusammen mit seinem Bruder Simon Segemund für die Belange des Hospitals. Am 31. Dezember 1389 bestätigte Rüdiger vom Hayn, Kommissar des Mainzer Erzbischofs Johann, in Erfurt die Stiftungsgründung. Am 30. Oktober 1390 weihte der Weihbischof Herman die Kapelle, die im Sommer jenes Jahres fertiggestellt worden war. Zur Finanzierung des Baues trug Heinrich von Werther wesentlich bei. Am 3. Juni 1392 erhielten die zwei Altäre der Kirche von Papst Bonifatius IX. einen Ablass. Am 1. April 1394 erhielt die Kirche das Begräbnisrecht, nach zehnjährigem Streit mit dem Frauenberg-Kloster folgte im Jahr 1399 das Pfarrrecht.
Am 3. Juli 1428 wurde das Hospital St. Georg mit dem Hospital St. Martini vereinigt. Die Genehmigungsurkunde für die Zusammenführung stellte der Propst des Klosters Jechaburg in Sondershausen aus. Die Kranken des Hospitals St. Georg wurden in das Hospital St. Martini verlegt. 
Während des Siebenjährigen Kriegs kam der Betrieb des Hospitals zum Erliegen. Es wurde Lazarett. 1808 musste der baufällige Turm wegen Einsturzgefahr abgetragen werden. In den Befreiungskriegen von 1813 bis 1815 wurden die Kunstgegenstände der Kirche in Bürgerhäusern und dem Spinnhaus in Sicherheit gebracht. Die Kirche, die sich in einem schlechten baulichen Zustand befand, wurde als Magazin genutzt. Im April 1835 wurde die Kirche St. Martini abgebrochen. Im Sommer 1836 wurde das Spinnhaus verkauft.

## Bauliche Besonderheiten der Kirche
- Der Kirchturm besaß eine quadratische Grundfläche und ragte, ähnlich den Türmen der Kirche St. Jakobi und dem Petriturm, spitz zum Haupthelm zusammen. An den Ecken des Turmes befanden sich vier Nebenhelme mit kugelförmigen Aufsätzen.
- Die Kirche besaß vier Vikarien. Eine Vikarie am Hauptaltar stiftete 1390 Heinrich von Dachröden, der Propst des Zisterzienserinnenklosters in Frankenhausen, „zur Ehre des Heiligen Geistes, des heiligen Martin und aller Heiligen“.[3]

## Hospitalgebäude
- Das Herrenhaus auf der anderen Seite der Zorge war ursprünglich Wohnhaus der Brüder Simon und Hans Segemund und später Pfarrwohnung und Verwaltungsgebäude. Ein Gang an der Außenseite eines hinter dem Herrenhaus befindlichen Fachwerkhauses (wohl 1556 erbaut) führte zu einer Art Kanzel. Diese wurde fälschlicherweise „Lutherkanzel“ genannt, obwohl kein Bezug zu Luther besteht. Das Dach der Kanzel wurde von ausgeschnittenen Knaggen und runden Holzsäulen gestützt. Eine kunstvolle Wendeltreppe führte zu ihr hinauf. Zum Herrenhaus gehörte auch ein trapezförmiger Raum mit dem Namen „Bärenkammer“.
- Das Kinderhaus wurde 1486  als Waisenhaus erbaut. Nach der Errichtung des Waisenhauses in der Waisenstraße im Jahr 1717 verlor es an Bedeutung und wurde 1728 geschlossen und in ein Spinnhaus umgewandelt.

## Kunstgegenstände
- Das Kruzifix war aus Holz geschnitzt und bemalt, es soll sehr schlicht gewesen sein. Links und rechts daneben standen ebenfalls aus Holz geschnitzte Figuren von Maria und Johannes.
- Ein  Reliefbild des Heiligen Martin befand sich im großen Saal des Herrenhauses der Gebrüder Segemund. Es handelte sich um eine geschnitzte Figur. Das Reliefbild war an der Wand befestigt und befand sich neben dem Wappen der Familie Segemund.
- Ein 2,30 Meter breiter bestickter gotischer Tischteppich aus der ersten Hälfte des 16. Jahrhunderts wurde nach dem Abriss der Kirche in die Cyriaci-Kapelle verbracht, dort als Fußteppich genutzt und dann in das städtische Museum überführt. Er besteht aus vier quadratischen roten und dunkelblauen Tuchstücken, umgeben von einer schwarzen Borte. In Stielstich sind seidene Ornamente, Rankengeschlinge, Wappen und Drachen aufgestickt.
- Es existieren neun Epitaphien in Form von messingnen Platten aus dem Ende des 14. Jahrhunderts. Sie sind gewidmet:

1. Den Brüdern Simon († 141[…]) und Johannes Segemund († 1442),
2. Heinrich von Werther (1325–1. September 1397), Ratsmeister zwischen 1356 und 1368.
3. Hermann von Werther dem Älteren (1350–21. Juni 1395), Sohn von 2.,
4. Hermann von Werther dem Jüngeren (Sohn von 3., * 1390),
5. Katharina von Werther († 23. April 1397),
6. Heinrich Urbach dem Älteren († 1397),
7. Heinrich Urbach († 4. Oktober 1394),
8. Jakob von Immenhausen († 23. April 1395) und
9. Heinrich Salemer (1320 Bürgermeister von Nordhausen, † 19. November 1396).